# When I’m Sixty-Four
When I’m Sixty-Four – piosenka zespołu The Beatles z 1967 roku. Utwór został napisany przez Paula McCartneya, jednak oficjalnie za twórców uznaje się autorski duet Lennon/McCartney. Piosenka została wydana na albumie Sgt. Pepper’s Lonely Hearts Club Band (1967).

## Muzycy
- Paul McCartney – wokal, gitara basowa, fortepian
- John Lennon – wokal wspierający, gitara
- George Harrison – wokal wspierający
- Ringo Starr – perkusja, dzwony rurowe
- Robert Burns, Henry MacKenzie i Frank Reidy – dwa klarnety, klarnet basowy